# Separación vertical reducida mínima
La Separación vertical reducida mínima (RVSM "Reduced Vertical Separation Minimum") es un término usado en aviación para denominar la separación vertical requerida entre dos aeronaves que pasa de 2000 pies (600 metros) a 1000 pies (300 metros) entre niveles de vuelo FL290 y FL410 (entre 29000 y 41000 pies). Esto permite un mayor uso de un determinado espacio aéreo (espacio aéreo RVSM).

## Introducción
Hace tan solo unos años, era impensable usar una separación vertical entre aeronaves de 2000 pies por encima de FL290. La poca fiabilidad de los instrumentos de vuelo (aviónica) no permitía un vuelo seguro en esas alturas. 
Gracias al avance de las tecnologías en los sistemas de computarización de datos del aire (ADC "Air data computer") y en sistemas automáticos de control, pudo hacerse un paso enorme en la separación de aeronaves. Este avance, fue una muy poderosa herramienta para la gestión del tráfico aéreo (ATM "Air Traffic Management") ya que permitía hasta duplicar la capacidad de una región determinada del espacio aéreo, sin comprometer la seguridad de las aeronaves.

## Especificaciones Mínimas de Navegación
Para poder volar en un espacio aéreo RVSM, se requieren unos mínimos indispensables a cumplir por aquella aeronave. Entre ellas destacan:
- Dos sistemas independientes de medición de altitud
- Un transpondedor de radar secundario con sistema de información de altitud (transpondedor con los modos "C" o "S")
- Un sistema de alerta de altitud
- Un sistema automático de control de actitud (piloto automático)

Como podemos ver ningún sistema de estos es nuevo, los aviones ya lo tenían, la diferencia radica en la exactitud de la información, los nuevos equipos son más exactos o con menos margen de error.
También es importante tener en cuenta que existen requerimientos estructurales en la aeronave, por ejemplo, hay un área estructural establecida y marcada, por cada fabricante, donde los daños en la estructura o piel del fuselaje son más estrictos, daños como arrugas, abolladuras y la instalación de remaches es más estricta (debe ser perfecta). Las tomas de presión estática requieren de una inspección rigurosa.
Así pues, para determinar si una aeronave está preparada para volar en espacios RVSM se requiere una certificación de aeronavegabilidad. En España, este proceso lo lleva a cabo la AESA (Agencia Estatal para la Seguridad Aérea) juntamente con AENA (Aeropuertos Españoles y Navegación Aérea).